# ليونارد مون
ليونارد مون (بالإنجليزية: Leonard Moon)‏ (8 فبراير 1878 في المملكة المتحدة - 23 نوفمبر 1916) هو لاعب كريكت بريطاني (وحمل سابقاً جنسية المملكة المتحدة لبريطانيا العظمى وأيرلندا). شارك مع منتخب إنجلترا للكريكت. أما مع النوادي، فقد لعب مع نادي مقاطعة ميدلسكس للكريكت ‏ ونادي جامعة كامبريدج للكريكيت ‏.

## وصلات خارجية
- ليونارد مون على موقع إي آس بي آن كريك إنفو (الإنجليزية)